# 東堂いづみ
東堂 いづみ（とうどう いづみ）は、東映アニメーションが用いる共同ペンネーム（ハウスネーム）。
東映本社の八手三郎、サンライズおよびバンダイナムコピクチャーズの矢立肇などと同様に、版権管理のために使われている。『おジャ魔女どれみ』で初めて使用され、以降「プリキュアシリーズ」など、おもに同社オリジナルのアニメ作品の原作に用いられる。名前の由来は、「東映動画（東映アニメーションの旧社名） 大泉スタジオ」から。

## 作品
特記のない限り「原作」としてのクレジット。
- おジャ魔女どれみシリーズ（1999年 - 2004年）
  - おジャ魔女どれみ（1999年 - 2000年）
  - おジャ魔女どれみ♯（しゃーぷっ）（2000年 - 2001年）
  - も～っと! おジャ魔女どれみ（2001年 - 2002年）
  - おジャ魔女どれみドッカ～ン!（2002年 - 2003年）
  - おジャ魔女どれみナ・イ・ショ（2004年）
- マシュランボー（2000年）
- ピポパポパトルくん（2000年 - 2001年）
- 明日のナージャ（2003年 - 2004年）
- プリキュアシリーズ（2004年 - ）
  - ふたりはプリキュア / ふたりはプリキュア Max Heart（2004年 - 2006年）
  - ふたりはプリキュア Splash Star（2006年 - 2007年）
  - Yes!プリキュア5 / Yes!プリキュア5GoGo!（2007年 - 2009年）
  - フレッシュプリキュア!（2009年 - 2010年）
  - ハートキャッチプリキュア!（2010年 - 2011年）
  - スイートプリキュア♪（2011年 - 2012年）
  - スマイルプリキュア!（2012年 - 2013年）
  - ドキドキ!プリキュア（2013年 - 2014年）
  - ハピネスチャージプリキュア!（2014年 - 2015年）
  - Go!プリンセスプリキュア（2015年 - 2016年）
  - 魔法つかいプリキュア!（2016年 - 2017年）
  - キラキラ☆プリキュアアラモード（2017年 - 2018年）
  - HUGっと!プリキュア（2018年 - 2019年）
  - スター☆トゥインクルプリキュア（2019年 - 2020年）
  - ヒーリングっど♥プリキュア（2020年 - 2021年）
  - トロピカル〜ジュ!プリキュア（2021年 - 2022年）
  - デリシャスパーティ♡プリキュア（2022年 - 2023年）
  - ひろがるスカイ!プリキュア（2023年 - 2024年）
  - キボウノチカラ〜オトナプリキュア'23〜（2023年）[2]
  - わんだふるぷりきゅあ!（2024年 - 2025年）
  - キミとアイドルプリキュア♪（2025年 - ）
  - 魔法つかいプリキュア!!〜MIRAIDAYS〜（2025年）
  - ぷちきゅあ〜Precure Fairies〜（2025年）
- 銀色のオリンシス（2006年）
- はたらキッズ マイハム組（2007年 - 2008年）
- うちの3姉妹 / うちの3姉妹 おかわりぱれたい（監督[注 2]、2008年 - 2010年）
- マリー&ガリー / マリー&ガリー ver.2.0（2009年 - 2011年）
- 京騒戯画（Web配信版）（2011年 - 2012年）
- 京騒戯画（テレビアニメ版）（原作・シリーズ構成[注 3]・脚本、2013年）
- ディスク・ウォーズ:アベンジャーズ（脚本、2015年）
- ポッピンQ（2016年）
- 魔女見習いをさがして（2020年）※『おジャ魔女どれみ』シリーズのスピンオフ作品
- 『Dancing☆Starプリキュア』The Stage（2023年・2025年）※『プリキュアシリーズ』の外伝的な舞台化作品[4][5][6][7]